# Stanislav Stolárik

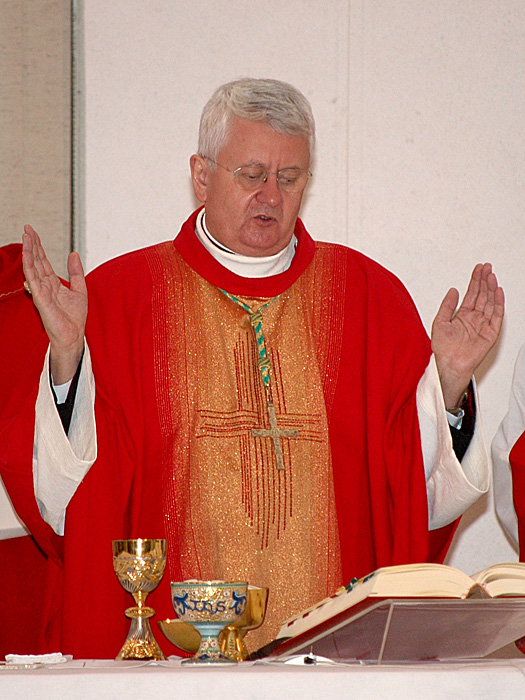
Stanislav Stolárik

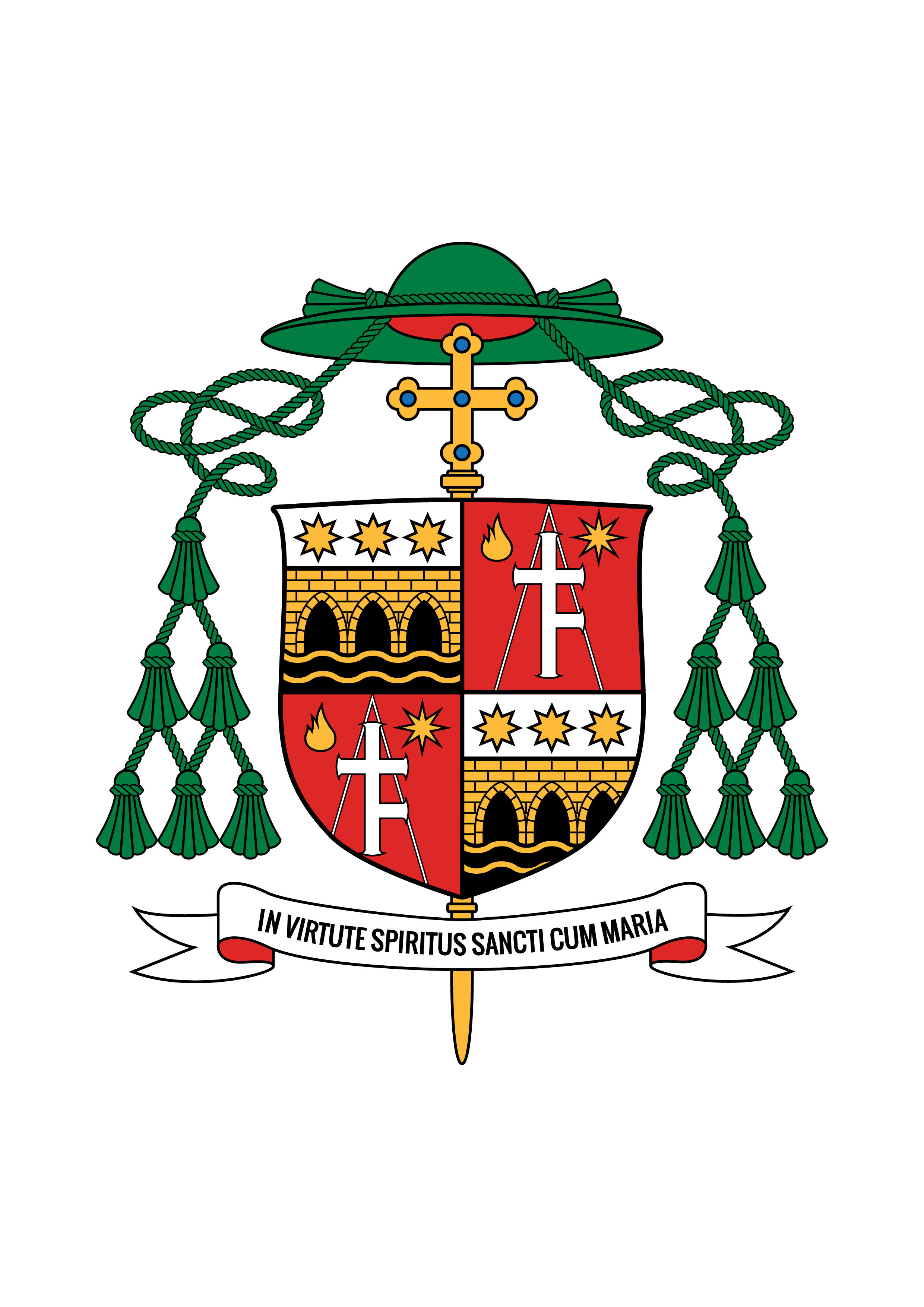
Znak Stanislava Stolárika

Stanislav Stolárik (* 27. února 1955, Rožňava) je slovenský římskokatolický duchovní, biskup rožňavský (od 2015). Dříve byl pomocným biskupem a generálním vikářem košické arcidiecéze.
Kněžské svěcení přijal 11. června 1978. V roce 2004 jej papež Jan Pavel II. jmenoval pomocným biskupem košické arcidiecéze a titulárním biskupem barickým. V roce 2010 byl novým košickým arcibiskupem Bernardem Boberem jmenován generálním vikářem.
Do funkce rožňavského biskupa byl uveden 16. května 2015.